# Larrea cuneifolia
Larrea cuneifolia är en pockenholtsväxtart som beskrevs av Antonio José Cavanilles. Larrea cuneifolia ingår i släktet Larrea och familjen pockenholtsväxter. Inga underarter finns listade i Catalogue of Life.